# Takeo Chii
Takeo Chii (jap. 地井 武男, Chii Takeo; * 5. Mai 1942 in der Präfektur Chiba; † 29. Juni 2012 in Tokio) war ein japanischer Schauspieler. Zwischen 1968 und 2012 trat er in mehr als 70 Filmen auf.

## Filmografie (Auswahl)

### Schauspielrollen
- 1968: Kiru
- 1970: Hiko shonen: Wakamono no toride
- 1970: Nora-neko rokku: Wairudo janbo
- 1971: Hachigatsu no nureta suna
- 1971: Kumo no Yuna
- 1972: Taiyō ni hoero!
- 1972: Kaigun tokubetsu nenshō-hei
- 1972: Erosu no yūwaku
- 1973: Akai tori nigeta?
- 1973: Gokiburi deka
- 1973: Lady Snowblood
- 1975: Akan ni hatsu
- 1976: Sturzflug in die Hölle
- 1977: Tod im Fahrstuhl
- 1981: Kita no kuni kara
- 1982: Modori-gawa shinju
- 1983: Kita no kuni kara '83 fuyu
- 1985: Bee Bop highschool
- 1986: Shimura Ken no Bakatonosama
- 1989: Onihei hankachō
- 2001: Kansatsui Shinomiya Hazuki: Shitai wa kataru
- 2007: Shin machiben: Otona no deban

### Synchronrollen
- 1994: Samurai Spirits: Haten Gōma no Shō als Yagyū Jūbei
- 2013: Die Legende der Prinzessin Kaguya als Okina